# Ruth Benedict
Ruth Fulton Benedict (New York, 1887. június 5. – New York, 1948. szeptember 17.) amerikai antropológus és néprajzkutató.

## Életrajza és munkássága
Kutatásai és teóriái nagy hatással voltak a kulturális antropológiára, legfőképpen a kultúra és a személyiség területére. Benedict 1909-ben diplomázott a Vassar Egyetemen, majd Európában élt pár évig. Később Kaliforniában telepedett le, ahol egy leányiskolában tanított. 1914-ben visszatért New Yorkba. Évekig hiába keresett magának hivatást, végül 1919-ben beiratkozott a New School for Social Research iskolába, ahol Elsie Clews Parsons és Alexander Goldenweiser hatására antropológiát kezdett el tanulni.
Benedict erős humanista háttér felől közelítette meg az antropológiát, majd az 1920-as években egyre inkább elmélyült ebben a területben. Az 1930-as évek elejéig álnéven (Anne Singleton) írt költeményeket. Benedict úgy gondolt a kultúrára, mint egy intellektuális, vallási és esztétikus elemek egészére.
Doktori diplomáját 1923-ban szerezte meg, melyben a dél-amerikai indiánok átható témáiról írt. 1924-ben kezdett tanítani a Columbia Egyetemen.
Benedict első könyve, a Cochiti Indiánok Meséje (1931), és a kétkötetes Zuny Mitológia (1935), egy 11 éves kutatáson alapult, amely az őslakos amerikaiak vallását és néprajzát kutatta, legfőképpen a pueblo, apacs és észak-amerikai serrano indiánokét. Benedict antropológiában betöltött szerepét mutatja a zuni, dobu és kwakiutl kultúrák összehasonlításáról írt műve. Meggyőződése, hogy a személyiség az, ami az egyént a kultúrán belül meghatározza.
Hat évvel később kiadta a Faj: Tudomány és Politika című tanulmányát, melyben a rasszista teóriát cáfolja meg. 1925-től 1945-ig az Amerikai Néprajz című folyóiratot szerkesztette. 1943 és 1945 között Benedict háborús tanácsadó volt, melynek során az elfoglalt és ellenséges területeken lévő emberekkel foglalkozott. Benedict erősen érdeklődött a japán kultúra iránt is, melyet a Krizantém és kard című könyvében fejtett ki a legjobban, amelyben a japán kultúráról és annak mintájáról ír.
1946-ban visszatért Columbia Egyetemre, és 1947-ben az Amerikai Antropológiai Egyesület elnöke lett. Akkora már az egyik legismertebb és legkiemelkedőbb antropológus lett az Amerikai Egyesült Államokban. Benedict 1948-ra a Columbia Egyetem egyik legnevesebb professzora lett. Ezen a nyáron kezdte el legátfogóbb és legszéleskörűbb kutatását a korabeli ázsiai és európai kultúráról. Később visszatért Európába, ahol megbetegedett és meghalt.

## Főbb művei

### Krizantém és kard (1946)
1946-os tanulmány Japánról és a japánokról, mely magyar nyelven is megjelent. A könyvnek nagy szerepe volt a japán kultúráról való amerikai közgondolkodás megreformálásban. A könyv szintén hatással volt a japánok önmagukról lévő elképzeléseiről. A könyvet 1948-ban japán nyelvre is lefordították, és az országban sikerkönyv lett.
A mű a kulturális antropológia egyik legnagyobb hatással bíró alkotása. Szórakoztató és izgalmas formában mutatja be a japán politikát, vallást, gazdasági életet, sőt bepillanthatunk a japán emberek hétköznapi életébe, etikettjeikbe, szexuális és házassági pillanataikba, gésák és az örömlányok világába is. Habár az elmúlt években rengeteget változott az ország, nagyon sok állítása az írónak a mai napig helytálló.

### A kultúra mintái (1934)
Ezt a művét Benedictnek 14 nyelvre fordították le, és évekig különböző kiadásai jelentek meg az antropológiai kurzusokon különböző amerikai egyetemeken. Benedict úgy tartotta, hogy minden egyes kultúra csak néhány jellemvonásból választ, s majd ezek válnak a társadalmak vezető személyiségjegyeivé, amely megmutatja, hogy miért élnek abban a kultúrában amiben. Ezek a jellemvonások kölcsönösen egymástól függnek és ők adják ki az adott kultúra egyéni formáját.
Benedict A kultúra mintái című művében kifejti, hogy hisz a kulturális relativizmusban. Meg szerette volna mutatni, hogy minden egyes kultúrának megvannak a saját morális jellemzői, amelyeket csak úgy érthetünk meg, ha a kultúrát, mint egészet vizsgáljuk. Azt vallja, hogy nem megfelelő az, ha lenézünk egy kultúrát a szokásai, értékei, öltözködése miatt. Például az adott népviseletnek jelentése és fontossága van az ott élők számára, emiatt nem szabad senkit sem elutasítani vagy banálissá tenni.

## Fordítás
- Ez a szócikk részben vagy egészben  a   Ruth Benedict című angol Wikipédia-szócikk ezen változatának fordításán alapul.  Az eredeti cikk szerkesztőit annak laptörténete sorolja fel. Ez a jelzés csupán a megfogalmazás eredetét és a szerzői jogokat jelzi, nem szolgál a cikkben szereplő információk forrásmegjelöléseként.
- Ez a szócikk részben vagy egészben  a   The Chrysanthemum and the Sword című angol Wikipédia-szócikk ezen változatának fordításán alapul.  Az eredeti cikk szerkesztőit annak laptörténete sorolja fel. Ez a jelzés csupán a megfogalmazás eredetét és a szerzői jogokat jelzi, nem szolgál a cikkben szereplő információk forrásmegjelöléseként.